# Дизруптивний добір
Дизрупти́вний (розрива́ючий) до́бі́р — форма природного добору, яка проявляється у знищенні особин із середньою нормою реакції та збереженні крайніх відхилень від неї.

## Механізм дії та наслідки
Дія дизруптивного добору відбувається тоді, коли умови зовнішнього середовища настільки змінились, що основна маса виду втрачає адаптивність, а переваг набувають особини з крайніми відхиленнями від середньої норми. Саме ці відхилення і відіграють адаптивну роль у нових умовах. Кількість таких форм швидко збільшується і на базі одного виду внаслідок дивергенції формується декілька нових.
Дизруптивний добір також виникає, коли жодна з груп генотипів виду не отримує абсолютної переваги в боротьбі за існування через одночасне існування на одній території різноманітних умов. У результаті в одних умовах відбирається одна якість ознаки, в інших — інша, що веде до посилення поліморфізму в межах популяцій.
Таким чином, наслідком дії дизруптивного добору в одних випадках є утворення декількох форм з однієї вихідної; в інших — виникнення поліморфізму популяції.

Норма реакції до початку дії добору (зображений стрілочкою)
У результаті дії дизруптивного добору виникає дві нові форми з однієї вихідної

## Приклади
- Комахи невеликих океанічних островів. Ч. Дарвін звернув увагу, що комахи — мешканці невеликих океанічних островів або добре літають, або зовсім не мають крил. Це пояснюється тим, що, комахи раптовими поривами вітру зносились в море; зберігались лише ті, які або могли протидіяти вітру, або зовсім не літали. Добір у цьому напрямі привів до того, що на острові Мадейра із 550 видів жуків 200 видів — не літають.
- Поліморфізм забарвлення черепашки наземного равлика Cepaea nemoralis. У цього виду існує декілька морф, що відрізняються за кількістю смуг на черепашках і ступенем пігментованості устя. У лісах, де ґрунт коричневого кольору, частіше зустрічаються особини з коричневим та рожевим забарвленням черепашки. На ділянках з грубою жовтою травою переважає жовте забарвлення черепашки. Таким чином, добір у цьому випадку підтримує генетичний поліморфізм.